# Griswoldia disparilis
Espèce
Synonymes
- Campostichomma disparile Lawrence, 1952

Griswoldia disparilis est une espèce d'araignées aranéomorphes de la famille des Zoropsidae.

## Distribution
Cette espèce est endémique d'Afrique du Sud. Elle se rencontre au KwaZulu-Natal et au Cap-Oriental.

## Publication originale
- Lawrence, 1952 : New spiders from the eastern half of South Africa. Annals of the Natal Museum, vol. 12, p. 183-226.